# 경진중학교
경진중학교(慶進中學校)는 대구광역시 북구 복현동에 있었던 공립 중학교이다.

## 학교 연혁
- 1983년 11월 25일: 경진여자중학교 설립인가, 3학년 30학급
- 1984년 2월 10일: 신축교사 준공 이전(대구광역시 북구 북현동 산140번지)
- 1984년 3월 1일: 초대 최반식 교장 취임
- 1984년 3월 1일: 개교, 대구광역시 중구 장관동 1번지 구 상서여상 건물
- 1984년 3월 5일: 제1회 입학식 거행 655명(10학급)
- 1987년 2월 12일: 제1회 졸업식 거행 650명
- 1987년 3월 1일: 교명 변경 복현여자중학교
- 1987년 3월 1일: 특수학급 인가 1학급(10명)
- 2002년 3월 1일: 교명 변경(복현여자중학교 → 경진중학교), 남여공학
- 2002년 10월 26일: 급식소 완공
- 2013년 3월 1일: 제13대 서은숙 교장 취임
- 2016년 2월 5일: 제30회 졸업식
- 2016년 3월 2일: 제33회 입학식(4학급 83명)
- 2017년 3월 1일: 폐교 및 복현중학교와 통합, 통합된 복현중학교 건물로 사용.[1], 33년만에 폐업

## 참고 자료
- 경진중학교 - 한국교육학술정보원 학교알리미